# Richard Henry Dana Jr.
Richard Henry Dana Jr. (ur. 1 sierpnia 1815 w Cambridge w Massachusetts, zm. 6 stycznia 1882 w Rzymie) – amerykański prawnik i pisarz.

## Wybrane publikacje
- Dwa lata pod żaglami
- The Seaman's Friend: Containing a Treatise on Practical Seamanship, with Plates; A Dictionary of Sea Terms; Customs and Usages of the Merchant Service; Laws Relating to the Practical Duties of Master and Mariners
- Cruelty to seamen: being the case of Nichols & Couch
- An autobiographical sketch
- To Cuba and back
- Journal of a Voyage Round the World